# 川金ダイカスト工業
株式会社川金ダイカスト工業（かわきんだいかすとこうぎょう、英: Kawakin Die Casting Industries Co., Ltd.）は福島県白河市に本社を置くアルミダイカスト製品メーカー。

## 主な製品
- 自動車部品
- 二輪車部品
- 船外機部品
- 計量機部品 - ダイガスト製マイコン付プロパンガスメーターの製造は日本初[2]。
- 農機具部品

## 沿革
- 1934年9月 - 東京理化工業所創業。
- 1946年2月 - 株式会社東京理化工業所設立。
- 1962年11月 - 東証二部上場。
- 1963年10月 - 白河工場設立。
- 1973年8月 - 株式会社東北理化設立。
- 2000年2月 - 九州理化の一部事業の譲渡を受け、熊本工場とする。
- 2000年10月 - 東北理化を吸収合併。
- 2004年3月 - 福島工場・九州工場を分社化、株式会社東北理化・株式会社九州理化設立。
- 2004年10月 - 東京理化工業所の完全親会社として、株式移転により純粋持株会社の株式会社東理ホールディングスを設立。
- 2007年7月 - 東北理化・九州理化を吸収合併。
- 2012年12月 - 本社を東京都中央区から福島県白河市に移転。
- 2016年10月 - 川金ホールディングスの子会社となる[3]。株式会社川金ダイカスト工業に商号変更。

## 事業所
- 本社・白河工場 - 〒961-0835 福島県白河市白坂陣場15
  - 白河工場浜松事務所 - 〒433-8108 静岡県浜松市中央区根洗町1184-2
- 熊本工場 - 〒868-0501 熊本県球磨郡多良木町大字多良木字松尾8772-51